# Kårstaby
Kårstaby är kyrkbyn i Kårsta socken i Vallentuna kommun i Uppland. Mellan 2015 och 2020 avgränsade SCB en småort här.
Byn ligger någon kilometer väster om Kårsta och här ligger Kårsta kyrka. 